# Junínsnårsparv
Junínsnårsparv (Atlapetes taczanowskii) är en fågelart i familjen amerikanska sparvar inom ordningen tättingar.

## Utbredning och systematik
Fågeln förekommer endast i Anderna i centrala Peru (Huánuco och Junín). Den kategoriserades tidigare som en underart av skiffersnårsparv (Atlapetes schistaceus), men urskiljs sedan 2016 som egen art av Birdlife International och IUCN, sedan 2024 även av IOC.

## Status
Den kategoriseras av IUCN som livskraftig.